# Mebendazolo

Il mebendazolo è un farmaco antielmintico (contro i vermi) che viene utilizzato nella terapia delle elmintiasi intestinali causate da varie specie di vermi (tra i quali ossiuri, ascaridi, tricocefali, anchilostomi, strongiloidi e tenie).

## Indicazioni terapeutiche
Antielmintico ad ampio spettro per uso umano e veterinario. In particolare è molto attivo verso i seguenti elminti:
- Enterobius vermicularis (ossiuro)
- Ascaris lumbricoides (ascaride)
- Trichuris trichiura (tricocefalo)
- Ancylostoma duodenale (anchilostoma)
- Necator americanus (anchilostoma)
- Strongyloides stercoralis (strongiloide)
- Taenia spp. (verme solitario)

Il mebendazolo viene proposto anche per il trattamento e la prevenzione della echinococcosi cistica, una forma di idatidosi, ossia di cisti larvali di parassiti nell'uomo.

## Farmacocinetica e modalità di somministrazione
Viene assunto per os (anche insieme al pasto) ed agisce localmente all'interno del tubo digerente. La sua biodisponibilità sistemica è molto scarsa (attorno al 2-10%).
La posologia varia a seconda del tipo di infestazione ma, con l'eccezione delle infestazioni da strongiloide e tenia, non viene differenziata tra adulti e bambini. Una formulazione comune è la compressa contenente 100 mg di principio attivo. Per le infestazioni da parassiti, il produttore consiglia dosi che vanno da 100 a 300 mg al giorno. Nei bambini al di sotto di un anno il mebendazolo deve essere somministrato solo nel caso in cui l'infestazione interferisca significativamente con lo stato nutrizionale e quindi con la crescita, poiché vi sono state segnalazioni relative ad una possibile attività proconvulsivante del farmaco stesso.
In caso di infestazione da ossiuri, il trattamento viene in genere effettuato da tutti i componenti del nucleo familiare e va ripetuto a distanza di 2-4 settimane per limitare il rischio di reinfestazione. Infatti il farmaco agisce sulla popolazione parassita larvale e adulta ospitata, ma non elimina le uova, che potrebbero essere presenti sia dentro il soggetto che nell'ambiente circostante.
Per il trattamento delle idatidosi nell'uomo, il produttore propone compresse da 500 mg e un dosaggio di 50-60 mg/kg di peso corporeo.

## Farmacodinamica
Il mebendazolo inibisce la sintesi dei microtubuli nel parassita e ne provoca la graduale paralisi e conseguente morte. . La sua azione è lenta ma efficace: occorrono spesso due o tre giorni prima di compromettere le funzioni vitali dei parassiti e quindi causarne l'eliminazione dal corpo umano.

### Relazione struttura-attività
È un benzimidazolo sviluppato come antielmintico ad ampio spettro. Condivide molte proprietà con albendazolo, flubendazolo e tiabendazolo. 
Le caratteristiche del legame del mebendazolo alla tubulina del parassita non sono completamente note.

## Tossicità ed effetti collaterali
Alle dosi previste, a causa della scarsa biodisponibilità sistemica, gli effetti collaterali del mebendazolo sono estremamente limitati. In caso di sovradosaggio o somministrazioni per periodi di tempo prolungati possono comparire effetti collaterali anche importanti, a partire da disturbi gastrointestinali fino ad interessare sangue, reni e fegato.
Il mebendazolo non deve essere assunto durante l'allattamento o in stato di gravidanza (accertata o presunta) a causa della sua attività embriotossica e teratogenica in animali da esperimento.

## Precauzioni e controindicazioni
Da non somministrare in gravidanza o durante l'allattamento.

## Interazioni farmacologiche
In caso di inibizione farmaco-metabolica, il metabolismo epatico del mebendazolo risulta ridotto e si possono avere lievi aumenti della concentrazione plasmatica quando il regime terapeutico preveda somministrazioni ripetute e trattamento prolungato.

L'uso contemporaneo di mebendazolo e metronidazolo è stato messo in relazione con una maggiore probabilità di sviluppare una necrolisi epidermica tossica o sindrome di Stevens-Johnson.

## Storia e commercializzazione
Il mebendazolo è stato sviluppato in Belgio, e commercializzato a partire dal 1971.
Questo farmaco è nella lista dei farmaci più efficaci e sicuri a disposizione di un sistema sanitario nazionale stilata dalla World Health Organization.
È disponibile come farmaco generico. In Italia è acquistabile con obbligo di ricetta.
Il costo di produzione nei paesi in via di sviluppo è compreso tra 0.004 e 0.04 USD per dose. Negli Stati Uniti, nel 2016, una pastiglia da 100mg poteva costare oltre 300 USD, contro un prezzo medio di 5 dollari in Australia e Regno Unito.